# Isabel Sofia de Brandemburgo
Isabel Sofia de Brandemburgo (em alemão: Elisabeth Sophie, em polonês: Elżbieta Zofia; Berlim, 13 de julho de 1589 – Frankfurt an der Order, 24 de dezembro de 1629) foi uma princesa de Brandemburgo por nascimento. O seu primeiro marido foi o nobre polaco Janusz Radziwiłł, e depois de sua morte, tornou-se princesa de Saxe-Lauemburgo ao se casar com Júlio Henrique de Saxe-Lauemburgo. Não chegou a se tornar duquesa, pois morreu antes da ascensão do marido ao título.

## Família
Isabel Sofia foi a terceira filha e sexta criança nascida de João Jorge, Eleitor de Brandemburgo, da Casa de Hohenzollern, e de sua terceira e última esposa, Isabel de Anhalt-Zerbst.
Os seus avós paternos eram Joaquim II Heitor, Eleitor de Brandemburgo, neto do rei João da Dinamarca, e Madalena da Saxónia. Os seus avós maternos eram Joaquim Ernesto, Príncipe de Anhalt e sua primeira esposa, Inês de Barby-Mühlingen.
Ela teve dez irmãos integrais, entre eles: Cristiano, Marquês de Brandemburgo-Bayreuth, marido da duquesa Maria da Prússia, o marquês Joaquim Ernesto de Brandemburgo-Ansbach, marido de Sofia de Solms-Laubach, Inês, que foi duquesa da Pomerânia e depois de Saxe-Lauemburgo pelos seus dois casamentos, Jorge Alberto II, Marquês de Brandemburgo, que morreu sem descendência, etc.
Por parte do primeiro casamento de João Jorge com Sofia de Legnica, foi meia-irmã de Joaquim III Frederico, Eleitor de Brandemburgo. Também teve vários outros meio-irmãos mais velhos por parte do segundo casamento do pai com Sabina de Brandemburgo-Ansbach, entre eles: Edmunda, esposa de João Frederico, Duque da Pomerânia, Ana Maria, esposa do cunhado, Barnim X, Duque da Pomerânia, e Sofia, esposa de Cristiano I, Eleitor da Saxônia.

## Biografia

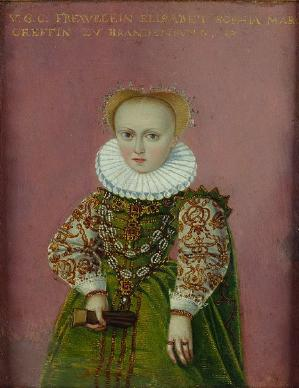
Isabel Sofia com cerca de 4 anos, em 1593, pintada pelo miniaturista da corte de Brandemburgo

No dia 7 de julho de 1613, na cidade de Berlim, Isabel Sofia casou-se com o nobre polonês, Janusz Radziwiłł, um príncipe do Sacro Império Romano-Germânico que detinha o cargo de copeiro do Grão-Ducado da Lituânia, e era descendente de Zawisza, o Negro, um diplomata e comandante que serviu ao rei Ladislau II Jagelão da Polônia (que era tataravô paterno de Isabel Sofia), e ao imperador Sigismundo do Sacro Império Romano-Germânico. A noiva estava prestes a fazer 24 anos, e o noivo tinha feito 34 uns dias antes. Janusz era filho do também príncipe Krzysztof Radziwiłł e de Catarina Ostrogska, uma nobre da Rutênia. Janus tinha ficado viúvo no ano anterior, com a morte da esposa, Sofia de Słuck, considerada santa pela Igreja Ortodoxa.
Após o casamento, ela morou com o marido principalmente em Gdańsk, na República das Duas Nações, hoje na atual Polônia. Nos anos de 1616 a 1618, o casal viveu exilado na Alemanha.
Isabel Sofia e Janusz tiveram quatro filhos, dois meninos e duas meninas. O casamento durou até a morte de Janusz em 3 de dezembro de 1620, quando Isabel Sofia tinha apenas 31 anos de idade.
Viúva, passou a morar no Castelo de Lichtenberg, também um território do Sacro Império Romano-Germânico.
No dia 27 de fevereiro de 1628, aos 38 anos de idade, a princesa se casou com o príncipe Júlio Henrique, da Casa de Ascânia, filho de Francisco II, Duque de Saxe-Lauemburgo e de Maria de Brunsvique-Luneburgo. O casamento aconteceu na cidade de Toužim, hoje parte da República Checa, também chamada de Theusing na língua alemã. Ele tinha 41 anos, e já tinha sido casado uma vez antes, com Ana da Frísia Oriental, mas não teve filhos com ela.
No início do ano de 1629, ela teve mais um filho, Francisco Erdmano, que sucedeu ao pai no ducado.
A princesa faleceu no dia 24 de dezembro de 1629, aos 40 anos, e foi enterrada na Igreja de Santa Maria (Marienkirche), em Frankfurt an der Order.

## Descendência

### Do primeiro casamento
- Isabel Leonor (1615 – 1633);
- João Jorge (1616 – 1616);
- Sofia Inês (1618 – 1637);
- Boguslau Radziwiłł (3 de maio de 1620 – 31 de dezembro de 1669), governador do Ducado da Prússia a partir de 1657. Foi casado com Ana Maria Radziwiłł, e pai de Luísa Carolina Radziwiłł, marquesa de Brandemburgo e depois condessa palatina de Neuburgo pelos seus dois casamentos.

### Do segundo casamento
- Francisco Erdmano (25 de fevereiro de 1629 – 30 de julho de 1666), sucessor do pai. Foi casado com Sibila Edviges de Saxe-Lauemburgo, mas não teve filhos.